# Elias Cobbaut
Elias Cobbaut (* 24. listopadu 1997 Mechelen) je belgický profesionální fotbalista, který hraje na pozici středního či levého obránce za český klub AC Sparta Praha. V roce 2019 odehrál také 1 utkání v dresu belgické reprezentace.

## Klubová kariéra

### KV Mechelen
Cobbaut je odchovancem klubu KV Mechelen, mezi lety 2012 a 2014 působil také v akademii rivalského klubu KRC Mechelen.
V roce 2016 Cobbaut pronikl do A-týmu a 13. srpna 2016 si odbyl svůj debut při ligové bezbrankové remíze s KV Kortrijk. V jarní části sezóny 2016/17 se Cobbaut stal stabilním členem základní sestavy prvoligového týmu, dohromady nastoupil do 17 utkání.
V sezóně 2017/18 patřil Cobbaut už mezi klíčové hráče Mechelenu, odehrál 31 soutěžních zápasů a vstřelil jednu branku. Sestupu do druhé ligy však zabránit nedokázal.

### Anderlecht
V létě 2018 přestoupil Cobbaut do Anderlechtu za částku okolo tří milionů euro, belgický obránce podepsal pětiletou smlouvu. V belgickém velkoklubu debutoval v utkání prvního kola nové sezóny, kdy odehrál celé utkání proti Kortrijku. Cobbaut nastoupil v základní sestavě i do dvou následujících ligových utkání, 12. srpna 2018 si ale v utkání s R. Charleroi SC přetrhl vazy v koleni a několik měsíců byl mimo hru. Do základná sestavy pronikl až na začátku května následujícího roku; ve své premiérové sezóně v dresu Anderlechtu odehrál 12 utkání.
O své místo v sestavě nepřišel ani na začátku sezóny 2019/20, a to i díky zranění navrátivšího Vincenta Kompanyho. Cobbaut pravidelně nastupoval, odehrál 26 utkání předtím, než byla v březnu 2020 předčasně sezóna ukončena kvůli pandemii covidu-19.
Dne 28. srpna 2020, ve 4. ligovém utkání sezony 2020/21 proti KV Oostende, utrpěl Cobbaut zlomeninu kotníku, v důsledku čehož nehrál až do března následujícího roku. V závěru sezóny se Cobbaut vrátil zpátky do základní sestavy Anderlechtu. Dohromady odehrál v ročníku 15 soutěžních utkání.

### Parma
Dne 28. srpna 2021 odešel na hostování s opcí do italské druholigové Parmy. V Itálii debutoval 29. srpna při výhře 1:0 nad Beneventem. V italském týmu se rychle etabloval jako stabilní člen základní sestavy. Ve své první sezóně v dresu La Botte nastoupil do 35 zápasů, vstřelil dva góly a přidal tři asistence. Dne 4. června 2022 Parma uplatnila opci a Cobbaut přestoupil do Itálie natrvalo.
V létě 2022 utrpěl Cobbaut zranění kolena, které jej vyřadilo z velké části sezóny 2022/23. Na hřiště se vrátil až v březnu 2023, kdy nastoupil do utkání proti Reggině. Ve zbytku sezóny pravidelně nastupoval a s Parmou byl blízko návratu do Serie A, v semifinále postupového play-off ale nestačili na Cagliari.
Dne 5. září 2023 se Cobbaut vrátil na roční hostování s opcí do jeho bývalého klubu KV Mechelen. V dresu Mechelenu odehrál v sezóně 2023/24 dohromady 31 soutěžních utkání, vstřelil 2 branky a přidal 1 asistenci. V létě 2024 se ale vrátil zpátky do Parmy.

### Sparta Praha
V září 2024 přestoupil Cobbaut z italské Parmy do pražské Sparty. Na Letné podepsal víceletý kontrakt.

## Reprezentační kariéra
Cobbaut je bývalým belgickým mládežnickým reprezentantem. V létě 2019 byl nominován na Mistrovství Evropy do 21 let 2019. Na závěrečném turnaji odehrál všechny tři celé zápasy ve skupině, ze které mladí Belgičané překvapivě nedokázali postoupit.
V listopadu 2019 byl poprvé povolán do belgické reprezentace na zápasy v rámci kvalifikace na Euro 2020 proti Rusku a Kypru. Svůj reprezentační debut si odbyl 19. listopadu proti Kypru při výhře 6:1.